# Elachista brevis
Elachista brevis – gatunek motyli z rodziny Elachistidae.
Gatunek ten opisali w 2009 roku Virginijus Sruoga i Jurate De Prins na podstawie pojedynczego samca.
Motyl o rozpiętości przednich skrzydeł wynoszącej 7,3 mm i białawych głaszczkach wargowych. Przednie skrzydła ma białawe, ochrowo i szaro nakrapiane, z dwiema plamkami utworzonymi z brązowawoczarno zakończonych łusek. Tylne skrzydła ma szare, zaś strzępiny obu par szarawe. Narządy rozrodcze samca charakteryzują zakrzywione płaty unkusa, około 3,5 raza dłuższe niż szersze walwy, bardzo krótki kolec w dystalnej części prawie prostego sakulusa, lekko S-kształtna i silnie zesklerotyzwana krawędź środkowa juksty oraz szeroki kukulus stykający się pod kątem prostym z kostą. Fallus jest krótki, prosty, w wezyce ma jeden długi cierń i drobne kolce.
Owad afrotropikalny, znany tylko z Parku Narodowego Hell's Gate w Kenii.